# Still We Go
「Still We Go」（スティル・ウィー・ゴー）は、SIAM SHADEの17枚目のシングル。2013年9月18日にデジタル・ダウンロードでiTunesなどの音楽配信サイトで発売されたのち、10月27日には表題曲のオフヴォーカル版を追加し、マキシシングルとしてライブ会場限定で発売された。

## 概要
「LOVE」以来、実に12年ぶりの新曲である。タイトルについてはメンバー曰く「“俺ら、まだまだいけるんじゃねーか!”みたいな想いも込めて付けました」との事。ミュージック・ビデオも制作された。シングルとしては初めて単独での作詞・作曲となった。

## 収録曲
1. Still We Go
2. Still We Go(Instrumental)
ダウンロード版には未収録である。